# Хаугер, Деннис
Деннис Хаугер (норв. Dennis Hauger; род. 17 марта 2003 года в Осло, Норвегия) — норвежский автогонщик, гонщик Формулы-2. Чемпион Формулы-3 в 2021 году, Итальянской Формулы-4 в 2019 году. Член Red Bull Junior Team.

## Карьера
Хаугер родился в Осло, вырос в городе Эурског. С детства связан с автоспортом, так как его отец занимался раллийным гонками. В возрасте двух лет родители Денниса подарили ему квадроцикл, в четыре года — кроссовый мотоцикл, а в пять лет — карт.

### Картинг
Хаугер занимался картингом с пяти лет. До 2014 года соревновался в норвежских картинговых турнирах. Затем участвовал в европейских и международных чемпионатах. В 2015 году выиграл итальянский чемпионат по картингу, в 2016 и в 2017 годах выиграл немецкий чемпионат в классах Junior и Senior соответственно.

### Формула-4
В 2018 году Хаугер дебютировал в формульных чемпионатах, выступив в Британской Формуле-4 в составе команды TRS Arden Junior Racing Team. За сезон заработал четыре победы и занял четвёртое место.
В 2019 году Хаугер параллельно выступал в ADAC Формула-4 и в Итальянская Формула-4 в составе команды Van Amersfoort Racing. В обоих чемпионатах добился успеха — в ADAC Формуле-4 одержал шесть побед в гонках и стал вице-чемпионом, а в Итальянской Формула-4 выиграл 12 гонок и стал чемпионом.

### Формула-3
В январе 2020 года команда ФИА Формулы-3 Hitech Grand Prix объявила, что Хаугер будет выступать в её составе в сезоне 2020 года. На этапе в Венгрии финишировал в очках — в первой гонке стал восьмым, во второй стартовал с реверсивного поула и финишировал третьим. В остальных гонках финишировал вне очков и по итогам сезона занял 17-е место с 14 очками.
В 2021 году Хаугер продолжил выступать в ФИА Формуле-3, перейдя в команду Prema Racing. На первом этапе сезона в Барселоне заработал поул-позицию, одержал первую победу в карьере в Формуле-3 и после окончания этапа вышел в лидеры чемпионата. На этапе на Ред Булл Ринге вновь заработал поул-позицию, и во всех трёх гонках финишировал на подиуме — одержал победу в первой, после старта с 12-го места, во второй финишировал на третьем месте и третью закончил на втором месте. Третью победу в сезоне Хаугер одержал в третьей гонке на Хунгароринге, которая проходила на влажной трассе, где он смог опередить своего напарника по команде Артура Леклера в сражении за победу. На этапе в Зандворте завоевал третью поул-позицию, а затем выиграл третью гонку. В Сочи финишировал вторым в первой гонке и досрочно стал чемпионом за две гонки до конца сезона.

### Формула-2
В 2022 году Хаугер перешёл в Формулу-2, где продолжил выступать за Prema Racing. По ходу сезона одержал две победы - в спринте в Монако и в основной гонке в Баку, где одержал победу после того, как лидер гонки Юри Випс попал в аварию на последних кругах. По итогам сезона занял десятое место. Сходил пять раз по ходу сезона: из-за плохо прикрученного колеса в длинной гонке в Бахрейне, затем опять в воскресенье на трассе в Имоле из-за контакта с Джеком Дуэном на первом круге, а перед победой в Баку в длинной гонке, разбил машину в спринте: он пытался обогнать Тео Пуршера. На трассе в Великобритании Рой Ниссани столкнулся с Деннисом на первом круге, и вынес норвежца из гонки. А последняя неудача для него пришлась на спринт, на этот раз на трассе в Венгрии, после контакта с Логаном Сарджентом на старте. В 2023 году продолжит выступать в Формуле-2 и перейдёт в команду MP Motorsport.

### Формула-1
В сентябре 2017 года присоединился к Red Bull Junior Team.

## Результаты выступлений
| Сезон | Серия                                      | Команда                      | Гонки | Победы | Поулы | Б/Круги | Подиумы | Очки | Место |
| ----- | ------------------------------------------ | ---------------------------- | ----- | ------ | ----- | ------- | ------- | ---- | ----- |
| 2018  | Британская Формула-4                       | TRS Arden Junior Racing Team | 30    | 4      | 4     | 4       | 10      | 329  | 4     |
| 2019  | ADAC Формула-4                             | Van Amersfoort Racing        | 20    | 6      | 5     | 8       | 10      | 251  | 2     |
| 2019  | Итальянская Формула-4                      | Van Amersfoort Racing        | 21    | 12     | 7     | 9       | 16      | 369  | 1     |
| 2019  | Открытый чемпионат Евроформулы             | Motopark                     | 2     | 0      | 0     | 0       | 0       | 18   | 19    |
| 2020  | Формула-3                                  | Hitech Grand Prix            | 18    | 0      | 0     | 0       | 1       | 14   | 17    |
| 2020  | Региональный европейский чемпионат Формулы | Van Amersfoort Racing        | 8     | 1      | 2     | 1       | 6       | 134  | 7     |
| 2020  | Porsche Carrera Cup Scandinavia            | Mtech Competition            | 5     | 0      | 1     | 0       | 4       | 0    | НКЛ†  |
| 2021  | Формула-3                                  | Prema Racing                 | 20    | 4      | 3     | 4       | 9       | 205  | 1     |
| 2022  | Формула-2                                  | Prema Racing                 | 28    | 2      | 0     | 3       | 4       | 115  | 10    |
| 2022  | Porsche Carrera Cup Scandinavia            | Porsche Experience Racing    | 5     | 0      | 0     | 1       | 1       | 61   | 12    |
| 2023  | Формула-2                                  | MP Motorsport                | 2     | 0      | 0     | 0       | 1       | 8    | 7*    |

† Хаугер участвовал в соревновании по приглашению, поэтому ему не начислялись очки чемпионата.
*Сезон продолжается 

### Формула-3
| Сезон | Команда           | 1         | 2         | 3         | 4         | 5       | 6       | 7         | 8         | 9           | 10        | 11       | 12       | 13       | 14       | 15       | 16       | 17       | 18       | 19      | 20      | 21       | Место | Очки |
| ----- | ----------------- | --------- | --------- | --------- | --------- | ------- | ------- | --------- | --------- | ----------- | --------- | -------- | -------- | -------- | -------- | -------- | -------- | -------- | -------- | ------- | ------- | -------- | ----- | ---- |
| 2020  | Hitech Grand Prix | РБР1 1 15 | РБР1 2 12 | РБР2 1 18 | РБР2 2 12 | ХУН 1 8 | ХУН 2 3 | СИЛ1 1 16 | СИЛ1 2 17 | СИЛ2 1 Сход | СИЛ2 2 20 | КАТ 1 18 | КАТ 2 26 | СПА 1 15 | СПА 2 19 | МНЦ 1 12 | МНЦ 2 15 | МУД 1 14 | МУД 2 12 |         |         |          | 17    | 14   |
| 2021  | Prema Racing      | КАТ 1 8   | КАТ 2 25  | КАТ 3 1   | ЛЕК 1 9   | ЛЕК 2   | ЛЕК 3 2 | РБР 1     | РБР 2 3   | РБР 3 2     | ХУН 1 5   | ХУН 2 5  | ХУН 3 1  | СПА 1 14 | СПА 2 9  | СПА 3 8  | ЗАН 1 7  | ЗАН 2 27 | ЗАН 3 1  | СОЧ 1 2 | СОЧ 2 О | СОЧ 3 24 | 1     | 164  |

### Формула-2
| Сезон | Команда      | 1         | 2          | 3          | 4         | 5         | 6            | 7          | 8          | 9         | 10        | 11           | 12        | 13         | 14           | 15        | 16        | 17         | 18         | 19           | 20         | 21         | 22         | 23        | 24        | 25        | 26        | 27        | 28        | Место | Очки |
| ----- | ------------ | --------- | ---------- | ---------- | --------- | --------- | ------------ | ---------- | ---------- | --------- | --------- | ------------ | --------- | ---------- | ------------ | --------- | --------- | ---------- | ---------- | ------------ | ---------- | ---------- | ---------- | --------- | --------- | --------- | --------- | --------- | --------- | ----- | ---- |
| 2022  | Prema Racing | БАХ СПР 9 | БАХ ГОН 19 | ДЖИ СПР 16 | ДЖИ ГОН 6 | ИМО СПР 3 | ИМО ГОН Сход | БАР СПР 12 | БАР ГОН 13 | МОН СПР 1 | МОН ГОН 7 | БАК СПР Сход | БАК ГОН 1 | СИЛ СПР 15 | СИЛ ГОН Сход | РБР СПР 9 | РБР ГОН 4 | ПОЛ СПР 12 | ПОЛ ГОН 16 | ХУН СПР Сход | ХУН ГОН 19 | СПА СПР 10 | СПА ГОН 12 | ЗАН СПР 3 | ЗАН ГОН 4 | МНЦ СПР 9 | МНЦ ГОН 4 | ЯСМ СПР 4 | ЯСМ ГОН 4 | 10    | 115  |